# Rogožarski PVT
Rogozarski PVT (tiếng Serbia: Рогожарски ПВТ, tiếng Đức: Rogozarski PWT, và tiếng Anh: Rogojarsky PVT) là một loại máy bay huấn luyện nâng cao và huấn luyện phi công tiêm kích của Nam Tư trước Chiến tranh thế giới II.

## Quốc gia sử dụng
Kingdom of Yugoslavia
- Không quân Hoàng gia Nam Tư
- Hải quân Hoàng gia Nam Tư

 NDH
- Không quân Nhà nước Độc lập Croatia

## Tính năng kỹ chiến thuật
Dữ liệu lấy từ Grey 1938, tr. 314–5c
Đặc tính tổng quan
- Kíp lái: 2
- Chiều dài: 8,54 m (28 ft 0 in)
- Sải cánh: 11,20 m (36 ft 9 in)
- Chiều cao: 2,81 m (9 ft 3 in)
- Diện tích cánh: 22,1 m2 (238 foot vuông)
- Trọng lượng rỗng: 967 kg (2.132 lb)
- Trọng lượng có tải: 1.213 kg (2.674 lb)
- Động cơ: 1 × Gnôme-Rhône 7K , 310 kW (420 hp)

Hiệu suất bay
- Vận tốc cực đại: 240 km/h (149 mph; 130 kn)
- Trần bay: 7.000 m (22.966 ft)
- Vận tốc lên cao: 6,54 m/s (1.287 ft/min) lên độ cao 2.000 m (6.562 ft)